# Kunstrijden op de Olympische Winterspelen 1960
Het kunstrijden is een van de sporten die beoefend werden tijdens de Olympische Winterspelen 1960 in Squaw Valley, Verenigde Staten. Het was de tiende keer dat het kunstrijden op het olympische programma stond. In 1908 en 1920 stond het op het programma van de Olympische Zomerspelen. De wedstrijden vonden plaats op het overdekte kunstijs van het Blyth Memorial Arena van 19 tot en met 26 februari.
In totaal namen 71 deelnemers (32 mannen en 39 vrouwen) uit veertien landen deel aan deze editie.
De Fransman Alain Giletti was de enige deelnemer die voor de derde keer deelnam. Bij de mannen namen David Jenkins, Karol Divín, Alain Calmat, Tilo Gutzeit en Norbert Felsinger voor de tweede keer deel, bij de vrouwen waren dit Carol Heiss, Sjoukje Dijkstra, Joan Haanappel en Carolyn Krau (in 1956 bij de paren) en bij de paren namen het paar Barbara Wagner / Robert Paul en Marika Kilius en Franz Ningel (in 1956 als paar, deze editie met respectievelijk Hans-Jürgen Bäumler en Margret Göbl) voor de tweede keer deel.
De Amerikaan David Jenkins veroverde na zijn bronzen medaille in 1956 nu de gouden medaille, de Amerikaanse Carol Heiss veroverde na haar zilveren medaille in 1956 nu ook de gouden medaille. De Tsjechoslowaak Karol Divín veroverde net als in 1956 de zilveren medaille. Sjoukje Dijkstra won de eerste medaille voor Nederland bij het olympischkunstrijden.

## Uitslagen
| Eindrangschikking |
| --- |
| Elk van de negen juryleden (zeven bij de paren) rangschikte de deelnemer van plaats 1 tot en met de laatste plaats. Deze plaatsing geschiedde op basis van het toegekende puntentotaal door het jurylid gegeven. (Deze puntenverdeling was weer gebaseerd op 60% van de verplichte kür, 40% van de vrije kür bij de solo disciplines). De uiteindelijke rangschikking geschiedde bij een meerderheidsplaatsing (r/m). Wanneer een deelnemer als enige bij meerderheid als eerste was gerangschikt, kreeg hij de eerste plaats toebedeeld. Vervolgens werd voor elke volgende positie deze procedure herhaald, waarbij het aantal plaatsingen voor die positie werd bepaald door het aantal keren dat diezelfde positie of hogere positie werd behaald (dus, voor plaats 2 telden alle top 2 plaatsen, voor plaats 3 alle top 3 plaatsen, enz.). Wanneer geen meerderheidsplaatsing kon worden bepaald dan werd de procedure voor de volgende positie ingezet. Wanneer meerdere deelnemers een gelijk aantal meerderheidsplaatsingen hadden dan waren de beslissende factoren: 1) de laagste som van de meerderheidsplaatsingen (pc/rm), 2) laagste som van plaatsingcijfers van alle juryleden (pc/9, pc/7), 3) totaal behaalde punten, 4) punten behaald in de verplichte kür (solo disciplines). |

### Mannen
Op 24 (verplichte kür) en 26 februari (vrije kür) streden negentien mannen uit tien landen om de medailles.
r/m = rangschikking bij meerderheid, pc/rm = som van de meerderheidsplaatsingen, pc/9 = som plaatsingcijfers van alle negen juryleden (vet = beslissingsfactor)
| rang   | sporter(s)            | land | r/m                               | pc/rm | pc/9 | punten |
| ------ | --------------------- | ---- | --------------------------------- | ----- | ---- | ------ |
| Goud   | David Jenkins         | USA  | 8x1 (1-1-1-1-1-2-1-1-1)           | 8     | 10   | 1440,2 |
| Zilver | Karol Divín           | TCH  | 5x2 (2-3-2-4-3-1-2-3-2)           | 9     | 22   | 1414,3 |
| Brons  | Donald Jackson        | CAN  | 5x3 (5-2-3-3-4-3-4-4-3)           | 14    | 31   | 1401,0 |
| 4      | Alain Giletti         | FRA  | 7x4 (3-4-4-2-2-4-5-2-5)           | 21    | 31   | 1399,2 |
| 5      | Timothy Brown         | USA  | 7x5 (4-5-5-6-5-5-3-6-4)           | 31    | 43   | 1374,1 |
| 6      | Alain Calmat          | FRA  | 7x6 (6-6-6-5-6-6-7-5-7)           | 40    | 54   | 1340,3 |
| 7      | Robert Brewer         | USA  | 5x7 (7-8-8-8-7-7-6-9-6)           | 33    | 66   | 1320,3 |
| 8      | Manfred Schnelldorfer | EUA  | 5x8 (8-7-7-7-10-9-9-8-10)         | 37    | 75   | 1303,3 |
| 9      | Tilo Gutzeit          | EUA  | 7x9 (9-9-9-9-9-11-14-7-9)         | 61    | 86   | 1274,0 |
| 10     | Donald McPherson      | CAN  | 8x10 (11-10-10-10-8-8-8-10-8)     | 72    | 83   | 1279,7 |
| 11     | Hubert Köpfler        | SUI  | 6x12 (12-12-14-12-16-13-12-12-11) | 71    | 114  | 1217,0 |
| 12     | Robin Jones           | GBR  | 6x13 (16-13-11-13-14-10-10-14-12) | 69    | 113  | 1220,4 |
| 13     | Peter Jonas           | AUT  | 6x13 (10-15-13-11-12-15-15-11-13) | 70    | 115  | 1213,2 |
| 14     | Nobuo Sato            | JPN  | 8x14 (14-14-15-14-11-11-13-14)    | 105   | 120  | 1206,8 |
| 15     | David Clements        | GBR  | 6x16 (13-17-12-15-17-12-16-16-17) | 84    | 135  | 1174,7 |
| 16     | Bodo Bockenauer       | EUA  | 6x16 (15-11-16-17-13-17-17-15-16) | 86    | 137  | 1161,2 |
| 17     | Tim Spencer           | AUS  | 9x17 (17-16-17-16-15-16-13-17-15) | 142   | 142  | 1171,2 |
| 18     | Bill Cherrell         | AUS  | - (18-18-18-18-18-18-18-18-18)    | 162   | 162  | 1042,3 |
| -      | Norbert Felsinger     | AUT  | opgave                            |       |      |        |

### Vrouwen
Op 21 (verplichte kür) en 23 februari (vrije kür) streden 26 vrouwen uit dertien landen om de medailles.
r/m = rangschikking bij meerderheid, pc/rm = som van de meerderheidsplaatsingen, pc/9 = som plaatsingcijfers van alle negen juryleden (vet = beslissingsfactor)
| rang   | sporter(s)         | land | r/m                               | pc/rm | pc/9 | punten |
| ------ | ------------------ | ---- | --------------------------------- | ----- | ---- | ------ |
| Goud   | Carol Heiss        | USA  | 9x1 (1-1-1-1-1-1-1-1-1)           | 9     | 9    | 1490,1 |
| Zilver | Sjoukje Dijkstra   | NED  | 7x2 (2-2-2-2-2-2-3-2-3)           | 14    | 20   | 1424,8 |
| Brons  | Barbara Roles      | USA  | 8x3 (3-4-3-3-3-3-2-3-2)           | 22    | 26   | 1414,9 |
| 4      | Jana Mrázková      | TCH  | 6x5 (5-7-4-5-4-4-10-5-9)          | 27    | 53   | 1338,7 |
| 5      | Joan Haanappel     | NED  | 7x6 (7-5-7-6-6-6-6-4-5)           | 38    | 52   | 1331,9 |
| 6      | Laurence Owen      | USA  | 6x6 (6-3-6-13-7-5-4-9-4)          | 28    | 57   | 1343,0 |
| 7      | Regine Heitzer     | AUT  | 7x7 (4-9-5-4-5-7-12-6-6)          | 37    | 58   | 1327,9 |
| 8      | Anna Galmarini     | ITA  | 6x9 (9-10-9-7-8-8-11-7-10)        | 48    | 79   | 1295,0 |
| 9      | Karin Frohner      | AUT  | 5x9 (8-14-8-12-9-9-15-8-16)       | 42    | 99   | 1266,0 |
| 10     | Sandra Tewkesbury  | CAN  | 8x10 (10-6-10-9-10-11-5-10-7)     | 67    | 78   | 1296,1 |
| 11     | Nicole Hassler     | FRA  | 7x11 (11-8-11-10-11-16-9-13-8)    | 68    | 97   | 1272,6 |
| 12     | Wendy Griner       | CAN  | 8x12 (13-12-12-8-12-10-7-12-12)   | 85    | 98   | 1253,8 |
| 13     | Danielle Rigoulot  | FRA  | 7x13 (12-13-14-11-15-12-8-11-11)  | 78    | 107  | 1253,8 |
| 14     | Bärbel Martin      | EUA  | 5x14 (17-17-16-14-18-14-14-15-13) | 66    | 132  | 1219,8 |
| 15     | Patricia Pauley    | GBR  | 6x15 (14-18-13-16-13-13-18-14-15) | 82    | 134  | 1213,8 |
| 16     | Carla Tichatscheck | ITA  | 7x16 (15-17-15-15-29-15-16-16-14) | 106   | 143  | 1201,1 |
| 17     | Junko Ueno         | JPN  | 5x17 (16-15-17-19-16-21-19-17-18) | 81    | 158  | 1176,5 |
| 18     | Ursel Barkey       | EUA  | 6x19 (19-16-22-17-19-19-13-20-21) | 103   | 166  | 1164,5 |
| 19     | Carolyn Krau       | GBR  | 6x19 (18-21-18-20-14-22-17-19-19) | 105   | 168  | 1160,3 |
| 20     | Liliane Crosa      | SUI  | 7x20 (22-19-19-18-17-17-20-22-17) | 127   | 171  | 1157,4 |
| 21     | Miwa Fukuhara      | JPN  | 8x21 (21-22-21-21-21-20-21-21-20) | 166   | 188  | 1134,7 |
| 22     | Franziska Schmidt  | SUI  | 9x22 (20-20-20-22-22-18-22-18-22) | 184   | 184  | 1141,8 |
| 23     | Marion Sage        | RSA  | 6x23 (23-24-23-23-23-24-23-23-24) | 138   | 210  | 1000,9 |
| 24     | Aileen Shaw        | AUS  | 9x25 (24-25-24-25-24-25-24-25-25) | 221   | 221  | 965,7  |
| 25     | Patricia Eastwood  | RSA  | 8x25 (25-23-25-26-25-23-25-24-23) | 193   | 219  | 970,8  |
| 26     | Mary Wilson        | AUS  | - (26-26-26-24-26-26-26-26-26)    | 232   | 232  | 890,2  |

### Paren
Op 19 februari (vrije kür) streden dertien paren uit zeven landen om de medailles.
r/m = rangschikking bij meerderheid, pc/rm = som van de meerderheidsplaatsingen, pc/7 = som plaatsingcijfers van alle zeven juryleden (vet = beslissingsfactor)
| rang   | sporter(s)                            | land | r/m                         | pc/rm | pc/7 | punten |
| ------ | ------------------------------------- | ---- | --------------------------- | ----- | ---- | ------ |
| Goud   | Barbara Wagner / Robert Paul          | CAN  | 7x1 (1-1-1-1-1-1-1)         | 7,0   | 7,0  | 80,4   |
| Zilver | Marika Kilius / Hans-Jürgen Bäumler   | EUA  | 4x2 (4-2-3-2-2-2-4)         | 8,0   | 19,0 | 76,8   |
| Brons  | Nancy Ludington / Ronald Ludington    | USA  | 4x3 (3-3-2-6-6,5-4-3)       | 11,0  | 27,5 | 76,2   |
| 4      | Maria Jelinek / Otto Jelinek          | CAN  | 6x4 (2-4-4-3-4-7-2)         | 19,0  | 26,0 | 75,9   |
| 5      | Margret Göbl / Franz Ningel           | EUA  | 5x5 (5-5-8-4-3-3-8)         | 20,0  | 36,0 | 72,5   |
| 6      | Nina Zjoek / Stanislav Zjoek          | URS  | 6x6 (7-6-5-5-5-5-5)         | 31,0  | 38,0 | 72,3   |
| 7      | Rita Blumenberg / Werner Mensching    | EUA  | 4x7 (9-7,5-7-7-6,5-6-10)    | 26,5  | 53,0 | 70,2   |
| 8      | Diana Hinko / Heinz Döpfl             | AUT  | 5x8 (10-7,5-6-8-8-9-6)      | 35,5  | 54,5 | 69,8   |
| 9      | Ljoedmila Belousova / Oleg Protopopov | URS  | 4x9 (6-9-9,5-10-11-8-7)     | 30,0  | 60,5 | 68,6   |
| 10     | Maribel Owen / Dudley Richards        | USA  | 5x10 (8-10-11-12-9-10-9)    | 46,0  | 69,0 | 67,5   |
| 11     | Ila Hadley / Ray Hadley               | USA  | 4x11 (12-13-12-9-10-11-11)  | 41,0  | 78,0 | 65,0   |
| 12     | Jacqueline Mason / Mervyn Bower       | AUS  | 5x12 (11-11-13-11-12-13-13) | 57,0  | 83,0 | 63,7   |
| 13     | Gwyn Jones / Marcelle Matthews        | RSA  | - (13-12-9,5-13-12-13-13)   | 85,5  | 85,5 | 63,6   |

## Medaillespiegel
| rang | land               | Goud | Zilver | Brons | totaal |
| ---- | ------------------ | ---- | ------ | ----- | ------ |
| 1    | Verenigde Staten   | 2    | 0      | 2     | 4      |
| 2    | Canada             | 1    | 0      | 1     | 2      |
| 3    | Duits eenheidsteam | 0    | 1      | 0     | 1      |
| 3    | Nederland          | 0    | 1      | 0     | 1      |
| 3    | Tsjecho-Slowakije  | 0    | 1      | 0     | 1      |
|      |                    | 3    | 3      | 3     | 9      |

Londen 1908 · 
Antwerpen 1920 · 
Chamonix 1924 · 
St. Moritz 1928 · 
Lake Placid 1932 · 
Garmisch-Partenkirchen 1936 · 
St. Moritz 1948 · 
Oslo 1952 · 
Cortina d'Ampezzo 1956 · 
Squaw Valley 1960 · 
Innsbruck 1964 · 
Grenoble 1968 · 
Sapporo 1972 · 
Innsbruck 1976 · 
Lake Placid 1980 · 
Sarajevo 1984 · 
Calgary 1988 · 
Albertville 1992 · 
Lillehammer 1994 · 
Nagano 1998 · 
Salt Lake City 2002 · 
Turijn 2006 · 
Vancouver 2010 · 
Sotsji 2014 · 
Pyeongchang 2018 · 
Peking 2022
Olympische medaillewinnaars
Alpineskiën · Biatlon · Kunstrijden · Langlaufen · Noordse combinatie · Schaatsen · Schansspringen · IJshockey